# Ilha de Carache
Carache é uma ilha do arquipélago dos Bijagós,na Guiné-Bissau.
Administrativamente pertance ao sector de Caravela ,região de Bolama.
Tem uma superficie de 80.4 km² e uma população de 428 hab.(2009).

## Localização
11°25'12.5"N 16°18'23.0"W